# Глобус (сеть гипермаркетов)
Globus — германская сеть продуктовых гипермаркетов, магазины которой представлены в Германии (47 магазинов), Чехии (16) и России (20).
Датой основания считается 1828 год, когда предприниматель Франц Брух (1801—1865) открыл в немецком городке Санкт-Вендель свой первый продовольственный магазин. В 1905 году магазин начал доставлять оптовые партии продовольственных товаров в магазины ближайших деревень, а с 1911 года стал использовать для этой цели автомобиль. В 1945 году правнуки Франца Бруха — Вальтер и Франц-Йозеф — открыли первые в Германии магазины самообслуживания, которые с 1966 года называются «Globus».
В 1996 году сеть открыла первый магазин в Чехии, в 2006 году — в России (в Щёлкове).
В 2022 году в Митино в Москве открылся юбилейный, 20-й магазин сети в России.
Кроме гипермаркетов в состав группы Globus входят специализированные магазины стройматериалов (Globus Baumarkt, 79 магазинов в Германии, Чехии и Люксембурге) и бытовой электроники (Alpha-Tecc, 9 магазинов в Германии).
- Здание штаб-квартиры в Санкт-Венделе
- Гипермаркет в Котельниках
- Линия касс